# Andrew Gregory (cầu thủ bóng đá)
Andrew Gregory (sinh ngày 8 tháng 10 năm 1976) là một cựu cầu thủ bóng đá người Anh thi đấu ở Football League cho Barnsley và Carlisle United.